# Арнаутски равен
Арнаутски равен (лат. Gentiana punctata),, позната и као тачкаста линцура, пегава сириштара пегава линцура и др. је биљка из породице линцура (Gentianaceae). Користи се у народној медицини, попут других врста у оквиру рода. У Србији је заштићена врста.
Латински име род је добио по илирском владару Генцију који је за лечење куге препоручивао жуту линцуру (G. lutea), док је врста добила име по карактеристичним тачкастим шарама на цвету (лат. punctum = тачка).

## Распрострањеност и услови средине
Арнаутски равен је врста карактеристична за планинске пределе средње и јужне Европе. Расте на силикатној подлози, на надморској висини 1400 - 2500 м. Јавља се на каменитим пашњацима и утринама, а најчешће у четинарским шумама.
У нашем окружењу арнаутски равен може се наћи, осим на планинама Србије, и у Хрватској, Црној Гори, Северној Македонији, Словенији и Босни и Херцеговини.

## Опис биљке
Арнаутски равен је вишегодишња зељаста биљка. Има дебео, ваљкаст ризом, дугачак до 1 м и разгранат. Стабло је високо 20-60 цм, усправно, неразгранато и шупље, у горњем делу обично обојено светлољубичасто. Листови у приземном делу стабла су кратки, на дршкама, док су у горњем делу стабла наспрамни, едећи, јајасти или елиптични. На стаблу су унакрсно распоређени и густо га покривају. Цветови су упадљиви, седећи, скупљени у пазусима листова у горњем делу стабла или на његовом врху. Чашица је звонаста, круница звонаста или тањираста, светложуте боје са тамно љубичастим пегама. Плод је чаура.
- Карактеристични приземни листови на петељкама и цветови у пазусима горњих, седећих листова
- Цветови скупљени на врховима стабљике
- Карактеристични светложути цвет са тамно љубичастим тачкама

## Употреба
Арнаутски равен има примену у народној медицини. Прикупља као лековита биљка са сличним дејством као жута линцура. Прикупља се корен (ризом) (Gentianae cruciatae radix). Бере се током лета и почетком јесени, када је биљка у фази цветања. Горак је и представља изврсно средство за потстицање апетита.
Арнаутски равен заштићен је законом и његово брање је регулисано законом.